# La Biblia (serie de televisión)
La Biblia (The Bible en inglés) es una miniserie estadounidense producida por Roma Downey y Mark Burnett e inspirada en la Biblia. La producción, de diez episodios, se estrenó el 25 de marzo de 2013 en el Canal History. Burnett afirmó que el proyecto de una serie de diez horas fue el trabajo «más ambicioso» que se hizo desde Los diez mandamientos de Cecil B. DeMille. La producción marca el primer trabajo de Burnett. Aparte de los productores principales, La Biblia cuenta con la colaboración de Richard Bedser y los historiadores Dirk Hoogstra y Julian P. Hobbs como productores ejecutivos. El primer episodio fue visto por 13.1 millones de televidentes registrando el máximo nivel de audiencia de 2013. El segundo atrajo la atención de 10.8 millones y el tercero fue líder de audiencia en la noche del domingo con 10.9 millones. En cuanto a los demográficos, 4.2 millones de los televidentes rondaban entre veinticinco y cincuenta y cuatro años mientras que 3.5 eran de entre dieciocho y cuarenta y nueve.

## Descripción
La serie abarca desde el Génesis a la Revelación en una sola narrativa dividida en cinco partes de dos horas en las que en cada una se explican tres historias de la Biblia mediante una combinación de rodaje en imagen real con animación por computadora. Según Burnett, la serie se compone de las siguientes historias más conocidas como: el Éxodo, El arca de Noé y el nacimiento, la muerte y la posterior resurrección de Jesucristo. Cinco horas de duración pertenecen al Antiguo Testamento y otras cinco al Nuevo Testamento. La serie está basada en la Nueva Versión Internacional y de la Nueva Versión Estándar del libro.
En declaraciones a Christianity Today, los productores comentaron tener «grandes esperanzas» de que la serie acerque a las generaciones más jóvenes a la Biblia.

[De este trabajo] Esperamos reflejar la Biblia, no como un número de historias inconexas de las que se han debatido, analizado y etiquetado mediante capítulos y versículos, sino mostrar como el Viejo y el Nuevo Testamento se asemejan en sí convirtiéndose de este modo en una gran historia con un gran mensaje de que Dios nos quiere a todos como a la única persona del mundo.

## Producción
En mayo de 2011, el New York Times informó que Downey, Burney y su equipo de producción estaban seleccionando historias bíblicas para la serie. La producción empezó en 2012 siendo la premier para el año siguiente. El presupuesto era inferior a veintidós millones de dólares. Para asegurarse de que las tramas fueran exactas, llamaron a investigadores y teólogos y asesores académicos. El rodaje tuvo lugar en Marruecos.
Burnett y Downey consultaron a varios pastores y académicos, entre los que se incluye Joel Osteen, Joshua Garroway (rabinos del Hebrew Union College) y un cardenal católico. Geoff Tunnicliffe de la asociación World Evangelical Alliance repasó los guiones y visitó el set de rodaje para asegurarse de que el resultado fuere el de un único mensaje de toda la serie de la que quedó satisfecho. El presidente de la asociación Focus on the Family: Jim Daly alabó el esfuerzo de la pareja por su trabajo y mencionó que se les sugirió "llevar" la Biblia a Hollywood para contar la historia sin mencionar a Jesucristo, sin embargo rechazaron valientemente el ofrecimiento.
En los días previos al estreno de la serie, Downey y Burnett autorizaron a The Wall Street Journal el realizar una opinión editorial en la que el medio de prensa comentaba que la enseñanza de la Biblia en las escuelas públicas estadounidenses debería ser obligatoria, puesto que «las fundaciones del conocimiento del antiguo mundo son bíblicas en sus orígenes».

## Reparto
El reparto de la serie está compuesto por varios actores internacionales para evitar que el público se distraiga en el momento de reconocer alguno de ellos. La mayoría de ellos proceden de los Teatros del West End de Londres.
En la siguiente lista aparecen los actores con sus respectivos números de apariciones (una hora = un episodio)
- Diogo Morgado como Jesús (5 episodios).
- Darwin Shaw como Simón Pedro (5 episodios).
- Paul Brightwell como Malco (4 episodios).
- Roma Downey como María (4 episodios).
- Greg Hicks como Poncio Pilato (4 episodios).
- Sebastian Knapp como Juan (4 episodios).
- Amber Rose Revah como María Magdalena (4 episodios).
- Adrian Schiller como Caifás (4 episodios).
- Andrew Brooke como Antonios (3 episodios).
- Louise Delamere como Claudia (3 episodios).
- Matthew Gravelle como Tomás (3 episodios).
- Simon Kunz como Nicodemo (3 episodios).
- Joe Wredden como Judas Iscariote (3 episodios).
- Fraser Ayres como Barrabás (2 episodios).
- Paul Marc Davis como Simón el fariseo (2 episodios).
- Paul Freeman como Samuel (2 episodios).
- Will Houston como Moisés (2 episodios).
- Melia Kreiling como Betsabé (2 episodios).
- Dhaffer L'Abidine como Urías (2 episodios).
- Francis Magee como Saúl (2 episodios).
- Con O'Neill como Pablo (1 episodio).
- Joe Cohen como José (2 episodios).
- Rick Bacon como Herodes Antipas (1 episodio).
- Sam Douglas como Herodes I el Grande (2 episodios).
- Leila Mimmack como María (joven) (2 episodios).
- Mohamen Mehdi Ouazanni como Satanás (2 episodios).
- Gary Oliver como Abraham (2 episodios).
- Andrew Scarborough como Josué (2 episodios).
- Raad Rawi como Jeremías (2 episodios).
- Samuel Collings como Sedecías (2 episodios).
- Clive Wood como Natán (2 episodios).
- Hara Yannas como Michal (2 episodios).
- Stephanie Leonidas como Rahab (2 episodios).
- Jassa Ahluwalia como David (joven) (1 episodio).
- Nonso Anozie como Sansón (1 episodio).
- Jake Canuso como Daniel (1 episodio).
- Peter Guinness como Nabucodonosor II (1 episodio).
- Langley Kirkwood como David  (2 episodios).
- Paul Knops como Adán (1 episodio).
- Darcie Lincoln como Eva (1 episodio).
- Hugo Rossi como Isaac (1 episodio).
- Conan Stevens como Goliat (1 episodio).
- Kierston Wareing como Dalila (1 episodio).
- David Rintoul como Noé (1 episodio).
- Eddie Elks como Gabriel (1 episodio).
- Keith David como Narrador (10 episodios).
- Robert Powell como Narrador - Reino Unido (10 episodios).

## Esquema
| Temporada(s) | Temporada(s) | Episodios | Emisión original              | Emisión original             | Emisión original                              | Emisión original                           |
| Temporada(s) | Temporada(s) | Episodios | Inicio de temporada (EE. UU.) | Final de temporada (EE. UU.) | Inicio de temporada (Hispanoamérica y España) | Fin de temporada (Hispanoamérica y España) |
| ------------ | ------------ | --------- | ----------------------------- | ---------------------------- | --------------------------------------------- | ------------------------------------------ |
|              | 1            | 10        | 25 de marzo de 2013           | 31 de marzo de 2013          | 23 de noviembre de 2014                       | 21 de diciembre de 2014                    |

## Episodios
| N.º | Título                | Dirigido por        | Escrito por                                                                          | Fecha de estreno    | Estreno en Latinoamérica y España | Audiencia |
| --- | --------------------- | ------------------- | ------------------------------------------------------------------------------------ | ------------------- | --------------------------------- | --------- |
| 1 | «Al principio»        | Crispin Reece       | Richard Bedser, Alexander Marengo, Colin Swash, Nic Young                            | 25 de marzo de 2013 | 23 de noviembre de 2014           | 23.6 %    |
| Noé nos habla de la historia de la Creación y del pecado original mientras está a bordo del arca; la Alianza de Abraham con Dios; la batalla en el valle de Sidim; Agar e Ismael; nacimiento de Isaac; Abraham es probado por Dios; Sodoma y Gomorra; Moisés aprende cosas de su pasado, mata a un soldado y huye de Egipto. |                       |                     |                                                                                      |                     |                                   |           |
| 2 | «Éxodo»               | Crispin Reece       | Richard Bedser, Alexander Marengo                                                    | 25 de marzo de 2013 | 23 de noviembre de 2014           | 23.6 %    |
| Dios le habla a Moisés a través de la zarza ardiente; Moisés regresa a Egipto; diez plagas sobre Egipto; Moisés guía a los israelitas en el Éxodo; Moisés abre las aguas del Mar Rojo; Moisés recibe los Diez Mandamientos en el Monte Sinaí; Josué se convierte en el líder de los israelitas; los israelitas acampan fuera de Jericó; Josué envía espías a Jericó. |                       |                     |                                                                                      |                     |                                   |           |
| 3 | «La tierra prometida» | Tony Mitchell       | Richard Bedser, Adam Rosenthal, Nic Young                                            | 25 de marzo de 2013 | 30 de noviembre de 2014           | 23.6 %    |
| Josué conquista Jericó; Dalila traiciona a Sansón mientras los israelitas combaten a los filisteos. |                       |                     |                                                                                      |                     |                                   |           |
| 4 | «Reino»               | Tony Mitchell       | Richard Bedser, Colin Swash, Nic Young                                               | 25 de marzo de 2013 | 30 de noviembre de 2014           | 23.6 %    |
| Samuel unge a Saúl, una acción que podría llevar a la nación a una guerra civil; Saúl se pone envidioso cuando David vence a Goliat; el rey David inicia una edad dorada para Israel, pero pronto se ve seducido por el poder y el deseo por Betsabé; Dios perdona a David, y Salomón construye el templo de Dios en Jerusalén. |                       |                     |                                                                                      |                     |                                   |           |
| 5 | «Supervivencia»       | Crispin Reece       | Richard Bedser, Nic Young                                                            | 27 de marzo de 2013 | 7 de diciembre de 2014            | 19.7 %    |
| El rey Sedequías, y los judíos son esclavizados por Nabucodonosor en Babilonia; Daniel es arrojado al foso de los leones, pero cuando su fe permanece y Dios lo perdona, se permite a los judíos regresar a Jerusalén. |                       |                     |                                                                                      |                     |                                   |           |
| 6 | «Esperanza»           | Crispin Reece       | Richard Bedser, Nic Young                                                            | 27 de marzo de 2013 | 7 de diciembre de 2014            | 19.7 %    |
| Ocupación romana, el ángel Gabriel le dice a María que dará a luz un hijo; José lleva a María a Belén para el censo, donde Jesús nace; la sagrada familia escapa de la orden de Herodes de matar a los bebés varones de Belén; Judea cae bajo la regla despiadada de Pilato; Juan bautiza a Jesús, que está listo para asumir su misión - y su revolución, Jesús y Pedro.                                                                                                 |                       |                     |                                                                                      |                     |                                   |           |
| 7 | «Misión»              | Christopher Spencer | Richard Bedser, Christopher Spencer, Nic Young                                       | 27 de marzo de 2013 | 14 de diciembre de 2014           | 19.7 %    |
| Jesús alimenta a la multitud de Galilea, y trae a un hombre muerto, Lázaro, de vuelta a la vida; Jesús entra en Jerusalén montado en un burro - una declaración que él es el Mesías; Jesús se dirige a los cambistas en el Templo. |                       |                     |                                                                                      |                     |                                   |           |
| 8 | «Traición»            | Christopher Spencer | Richard Bedser, Christopher Spencer, Colin Swash, Nic Young                          | 31 de marzo de 2013 | 14 de diciembre de 2014           | 17.1 %    |
| Caifás engatusa a Judas para que traicione a Jesús; Jesús echa a los discípulos en la confusión en la Última Cena; Jesús es detenido y condenado a la muerte a la vez que los discípulos se dispersan. |                       |                     |                                                                                      |                     |                                   |           |
| 9 | «Pasión»              | Christopher Spencer | Richard Bedser, Christopher Spencer, Abraham Christen Liando, Colin Swash, Nic Young | 31 de marzo de 2013 | 21 de diciembre de 2014           | 17.1 %    |
| La crucifixión y la resurrección de Jesús a través de la Ascensión, Pentecostés y el Apocalipsis. Durante este último episodio, Pedro niega a Jesús y Judas se ahorca; la muchedumbre pide la muerte de Jesús; Jesús es crucificado, pero cuando María Magdalena va a su tumba, una figura camina hacia ella – Él está de vuelta; Jesús encarga a los discípulos "ir y predicar a toda la creación ", pero su misión divina se encuentra con el odio e incluso la muerte. |                       |                     |                                                                                      |                     |                                   |           |
| 10 | «Valor»               | Tony Mitchell       | Richard Bedser, Christopher Spencer, Nic Young                                       | 31 de marzo de 2013 | 21 de diciembre de 2014           | 17.1 %    |
| Pablo tiene una visión y experimenta un cambio milagroso de fe en un viaje a Damasco; el Martirio de los Discípulos, la supervivencia de Juan y su exilio a Patmos, Juan recibe una revelación - Jesús va a volver, y todo aquel que guarda la fe será recompensado. |                       |                     |                                                                                      |                     |                                   |           |

## Recepción
El estreno tuvo una gran acogida por la audiencia. De acuerdo con la cuota de pantalla Nielsen, fue visto por 13,1 millones de televidentes. En Canadá, 1,05 millones siguieron el primer episodio de la serie. Los índices de audiencia del segundo fue menor, pero no inferior a 10,8 millones debido a que la serie se emitió en horario de máxima audiencia (de 20:00 a 22:00). En la tercera semana la producción fue vista por 10,9 millones de televidentes. No obstante, a pesar de los buenos índices de audiencia, las críticas fueron en su mayoría desfavorables en el sitio web Metacritic donde obtuvo un 44 de nota sobre 100 de un total de trece críticas.

## Controversia
El hecho de que el actor que interpretó a Satanás en la serie se pareciera al Presidente Barack Obama levantó polémica. Glenn Beck salió ante las críticas y comentó en su cuenta de Twitter que todo era una mera coincidencia. El Canal History declaró:

Canal History respeta al Presidente Obama. La Biblia fue producida con un elenco de actores internacionales respetables y de diversas razas. La comparación con el Presidente fue desafortunada. La trama de La Biblia trata de enseñar a la gente la historia de las Sagradas Escrituras.

Mark Burnett y Roma Downey declararon que el parecido carece de sentido.

Mehdi Ouazanni, el actor que interpreta al personaje, es un aclamado actor marroquí que ya interpretó en anteriores ocasiones a Satanás en otras obras relacionadas con la Biblia mucho antes de que Obama fuese elegido Presidente.

## Emisión internacional
| País           | Emisora               | Título    | Observación          | Horario | Estreno                 |
| -------------- | --------------------- | --------- | -------------------- | ------- | ----------------------- |
| España         | Antena 3              | La Biblia | En español (doblada) | 22:10   | 25 de marzo de 2013     |
| Colombia       | Caracol TV            | La Biblia | En español (doblada) | 15:30   | 28 de marzo de 2013     |
| Chile          | Canal 13, Canal 13 HD | La Biblia | En español (doblada) | 17:30   | 29 de marzo de 2013     |
| Ecuador        | Ecuavisa, Ecuavisa HD | La Biblia | En español (doblada) | 18:00   | 5 de abril de 2014      |
| Perú           | América Televisión    | La Biblia | En español (doblada) | 18:00   | 6 de abril de 2014      |
| México         | Canal 5               | La Biblia | En español (doblada) | 19:00   | 14 de abril de 2014     |
| Latinoamérica  | History               | La Biblia | En español (doblada) | 20:00   | 23 de noviembre de 2014 |
| Estados Unidos | Telemundo             | La Biblia | En español (doblada) | 20:00   | 25 de marzo de 2015     |
| Costa Rica     | Teletica              | La Biblia | En español (doblada) | 19:00   | 18 de abril de 2014     |